# Archives de l'Organisation mondiale du commerce
Les archives de l'Organisation mondiale du commerce sont les archives du GATT et de l'OMC. Elles sont conservées au centre William-Rappard, siège de l'agence situé à Genève, Suisse.

## Histoire
Depuis la fondation du GATT en 1947, l'organisation regroupe, au sein de sa bibliothèque, l'ensemble des documents officiels produits. Ceux-ci concernent en particulier le commerce des marchandises, des services et de la propriété intellectuelle. L'ensemble est inscrit comme bien culturel suisse d'importance nationale.

## Collections
Outre la librairie qui contient, en 2013, plus de 40 000 ouvrages et plus de 1 000 périodiques, l'OMC maintient trois collections différentes, conservées dans trois bases de données recouvrant la période du GATT pour deux d'entre elles (l'une gérée en interne et l'autre par l'Université Stanford, en Californie). La troisième base de données concerne les archives de l'OMC dès 1995.